# Peperone di Pontecorvo
Il peperone di Pontecorvo è una cultivar del peperone coltivato nel territorio di Pontecorvo (in provincia di Frosinone), e parte del territorio amministrativo dei comuni di Esperia, San Giorgio a Liri, Pignataro Interamna, Villa Santa Lucia, Piedimonte San Germano, Aquino, Castrocielo, Roccasecca e San Giovanni Incarico.

## Caratteristiche
Presenta una caratteristica forma allungata, trilobata e terminante a punta che gli ha valso il nome popolare di "cornetto", ed è di colore rosso. 
Nella cucina locale è utilizzato come riserva alimentare, sott'olio, o intero immerso nell'aceto. 
La polpa è sottile, il sapore dolce, la cuticola più sottile rispetto ad altri prodotti corrispondenti allo stesso genere merceologico.
Le caratteristiche che lo rendono unico sono l'elevata sapidità e la sua migliore digeribilità associata ad una buccia sottile.

## DOP
Il 12 novembre 2010 ha ricevuto il riconoscimento della DOP .